# Pabstia placanthera
Pabstia placanthera är en orkidéart som först beskrevs av William Jackson Hooker, och fick sitt nu gällande namn av Leslie Andrew Garay. Pabstia placanthera ingår i släktet Pabstia och familjen orkidéer. Inga underarter finns listade i Catalogue of Life.